# Krnjin
 Ovo je glavno značenje pojma Krnjin. Za druga značenja pogledajte Krnjin (razdvojba).
Krnjin je naselje u općini Tomislavgrad, Federacija Bosne i Hercegovine, BiH.

## Stanovništvo

### 1991.
Nacionalni sastav stanovništva po popisu stanovništva iz 1991. godine, bio je sljedeći:
ukupno: 164
- Hrvati - 163 (99,39%)
- ostali, neopredijeljeni i nepoznato - 1 (0,61%)

### 2013.
Nacionalni sastav stanovništva 2013. godine, bio je sljedeći:
ukupno: 129
- Hrvati - 128 (99,22%)
- ostali, neopredijeljeni i nepoznato - 1 (0,78%)